# Oricola

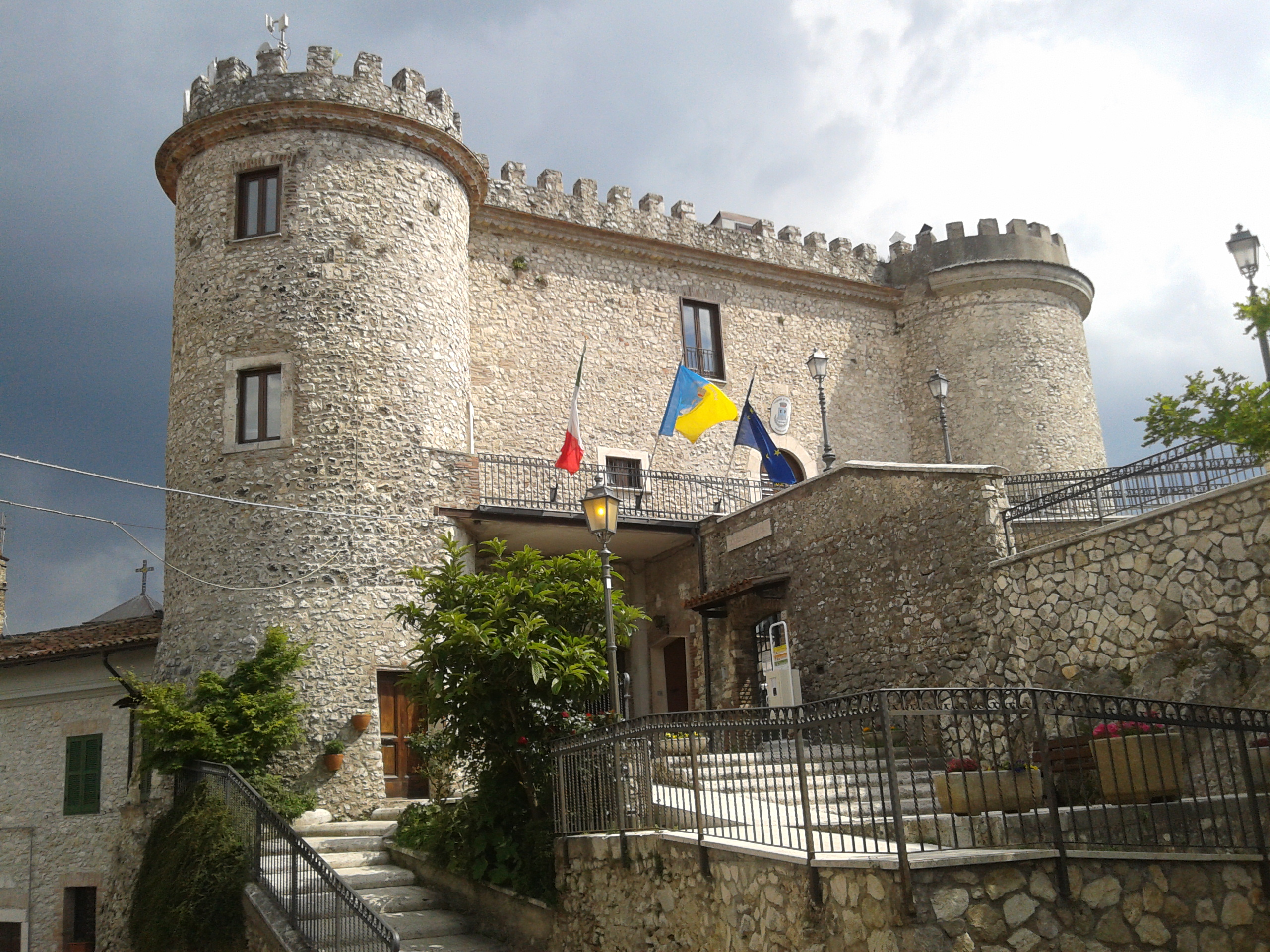
Castello di Oricola

Oricola ist eine italienische Gemeinde (comune) mit 1271 Einwohnern (Stand 31. Dezember 2023) in der Provinz L’Aquila in den Abruzzen. Die Gemeinde liegt etwa 45 Kilometer südwestlich von L’Aquila, gehört zur Comunità montana Marsica 1 und grenzt unmittelbar an die Metropolitanstadt Rom (Latium). 

## Verkehr
Durch die Gemeinde führen die Autostrada A24 von Rom nach Teramo und die Strada Statale 5 Via Tiburtina Valeria von Rom nach Pescara. Der Bahnhof von Oricola liegt an der Bahnstrecke Rom-Sulmona-Pescara.